# スリル・オブ・ザ・フィール
『Thrill of the Feel』（スリル・オブ・ザ・フィール）は「Sons Of Angel（サンズ・オブ・エンジェルス）」がビクターエンタテインメントより2000年3月23日に発売したアルバム。現在の「Crush 40」が2000年当時「Sons Of Angel（サンズ・オブ・エンジェルス）」名義にて発売したアルバムだが、同名の1990年結成のバンドであるノルウェーの「Sons of Angels」が2001年に再結成したため、後年ユニット名を「Sons of Angels」から「Crush 40」へと改名した経緯がある。そのためこのアルバムを「Crush40」のファースト・アルバムととらえる向きもある。
『Thrill of the Feel』に収録されている楽曲はソニックアドベンチャーのメインテーマである「OPEN YOUR HEART」を除き全ての楽曲がセガよりリリースされたアーケードゲーム「EA Sports NASCAR Arcade」で使用された楽曲となっており。「EA Sports NASCAR Arcade」のサウンドトラックにもなっている。

## 収録曲
1. THE STAR SPANGLED BANNER
（編曲：瀬上純）
アメリカ合衆国国歌のギターアレンジ、アーケードゲーム「EA Sports NASCAR Arcade」アドバタイズデモ楽曲（ドライバー、エントリーカー紹介）
2. DANGEROUS GROUND
（作詞：Johnny Gioeli　作曲・編曲：瀬上純）
アーケードゲーム「EA Sports NASCAR Arcade」アドバタイズデモ楽曲
3. INTO THE WIND
（作詞：Johnny Gioeli　作曲・編曲：瀬上純）
アーケードゲーム「EA Sports NASCAR Arcade」上級コース（Watkins Glen International）ゲーム中楽曲
4. FILL IT UP
（作曲・編曲：瀬上純）
アーケードゲーム「EA Sports NASCAR Arcade」コースセレクト、カーセレクト楽曲
5. REVVIN' UP
（作詞：Johnny Gioeli　作曲・編曲：瀬上純）
アーケードゲーム「EA Sports NASCAR Arcade」中級コース（Richmond International Raceway）ゲーム中楽曲
6. RUSH INTO CRAZY WORLD
（作曲・編曲：瀬上純）
アーケードゲーム「EA Sports NASCAR Arcade」参加プレイヤー募集待機中楽曲
7. IN THE LEAD
（作詞：Johnny Gioeli　作曲・編曲：瀬上純）
アーケードゲーム「EA Sports NASCAR Arcade」初級コース（Talladega Superspeedway）ゲーム中楽曲
8. WATCH ME FLY...
（作詞：Johnny Gioeli　作曲・編曲：瀬上純）
アーケードゲーム「EA Sports NASCAR Arcade」スタッフロール楽曲
9. ON THE ROAD AGAIN
（作曲・編曲：瀬上純）
アーケードゲーム「EA Sports NASCAR Arcade」アドバタイズデモ（ゲームプレイルール説明）楽曲
10. FUEL ME
（作詞：Johnny Gioeli　作曲・編曲：瀬上純）
アーケードゲーム「EA Sports NASCAR Arcade」楽曲
11. WHEN THE SUN GOES DOWN
（作曲・編曲：瀬上純）
アーケードゲーム「EA Sports NASCAR Arcade」ネームエントリー楽曲
12. ALL THE WAY
（作詞：Johnny Gioeli　作曲・編曲：瀬上純）
アーケードゲーム「EA Sports NASCAR Arcade」Extraコース（Sega Motor Superspeedway）ゲーム中楽曲
13. OPEN YOUR HEART
（作詞：瀬上純 & Takahiro Fukuda　作曲：瀬上純 & 床井健一　編曲：瀬上純）
ドリームキャスト用ゲームソフト「ソニックアドベンチャー」メインテーマ

## ラインナップ
ボーカル
Johnny Gioeli (Track 2,3,5,7,8,10,12,13)

ギター
瀬上純
ベース
柴田直人
ドラムス
本間大嗣